# Pinar del Río
Pinar del Río är en kommun och stad i västra Kuba, 160 kilometer sydväst om Havanna, huvudstad i provinsen Pinar del Río. Staden hade 140 230 invånare 2012.
Pinar del Río är främst känd för sin tobaksindustri.